# Conus suduirauti
Conus suduirauti é uma espécie de gastrópode do gênero Conus, pertencente a família Conidae.